# The Effects of 333
The Effects of 333 è il quinto album in studio del gruppo musicale alternative rock statunitense Black Rebel Motorcycle Club, pubblicato nel 2008.
Si tratta di un album strumentale pubblicato in maniera indipendente.

## Tracce
1. The Effects of 333 – 3:33
2. Still No Answer – 5:11
3. I Know You're in There – 5:42
4. And with This Comes – 5:55
5. A Sad State – 5:02
6. A Twisted State – 4:07
7. Sedated with Sterilized Tongues – 6:37
8. We're Not Welcome Alone – 7:20
9. Or Needed – 4:38
10. And When Was Better – 7:00